# Casey (Iowa)
Casey – miasto w Stanach Zjednoczonych, w stanie Iowa, w hrabstwie Adair. W 2000 liczyło 478 mieszkańców.

## Populacja
- rok 2000 – 478 mieszkańców
- rok 2013 – 409 mieszkańców
- rok 2020 – 383 mieszkańców
- rok 2023 – 385 mieszkańców[1]